# Pimelodoidea
Los pimelodoides (Pimelodoidea) constituyen una superfamilia de peces de agua dulce del orden Siluriformes, compuesta por clados que habitan en aguas subtropicales y tropicales de Centro y Sudamérica.  

## Taxonomía
Descripción original
Este taxón fue descrito originalmente en el año 1838 (como Pimelodini) por el naturalista, político y ornitólogo francés Charles Lucien Jules Laurent Bonaparte, hijo de Lucien Bonaparte y sobrino del emperador Napoleón Bonaparte.
Con su nombre y composición familiar actual fue propuesto por John P. Sullivan, John G. Lundberg y M. Hardman en el año 2006.

## Generalidades

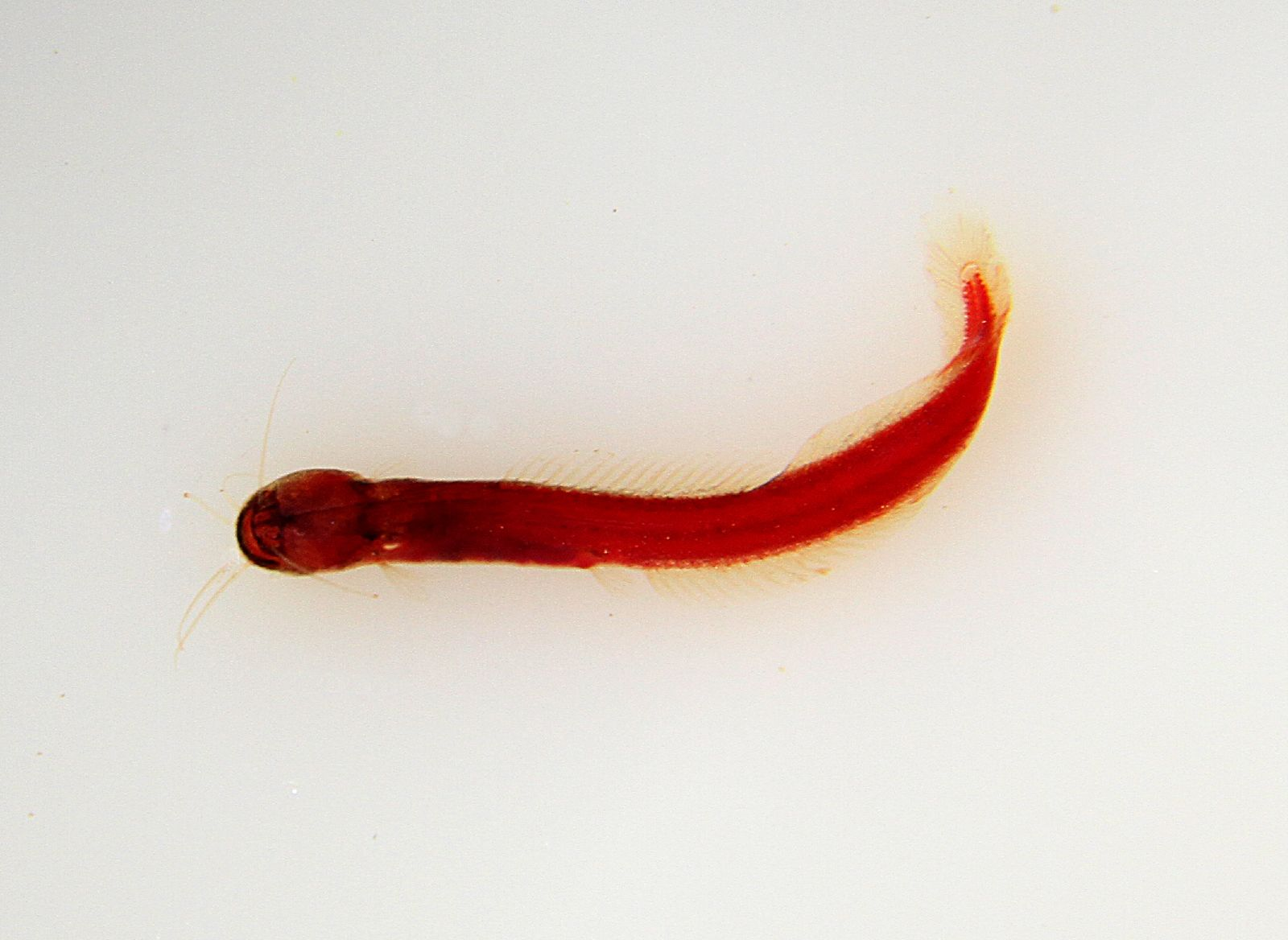
Phreatobius.

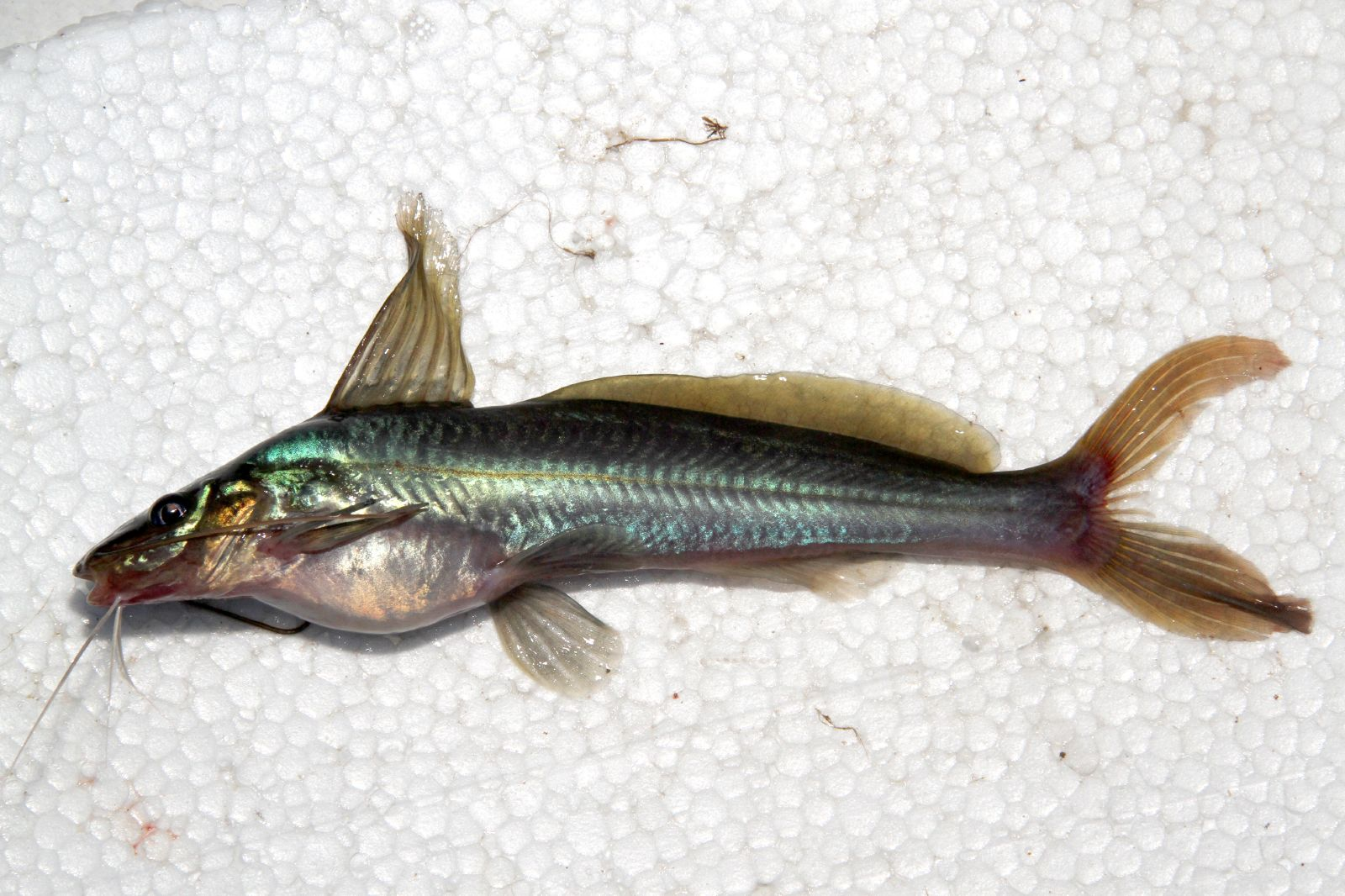
Pimelodella.

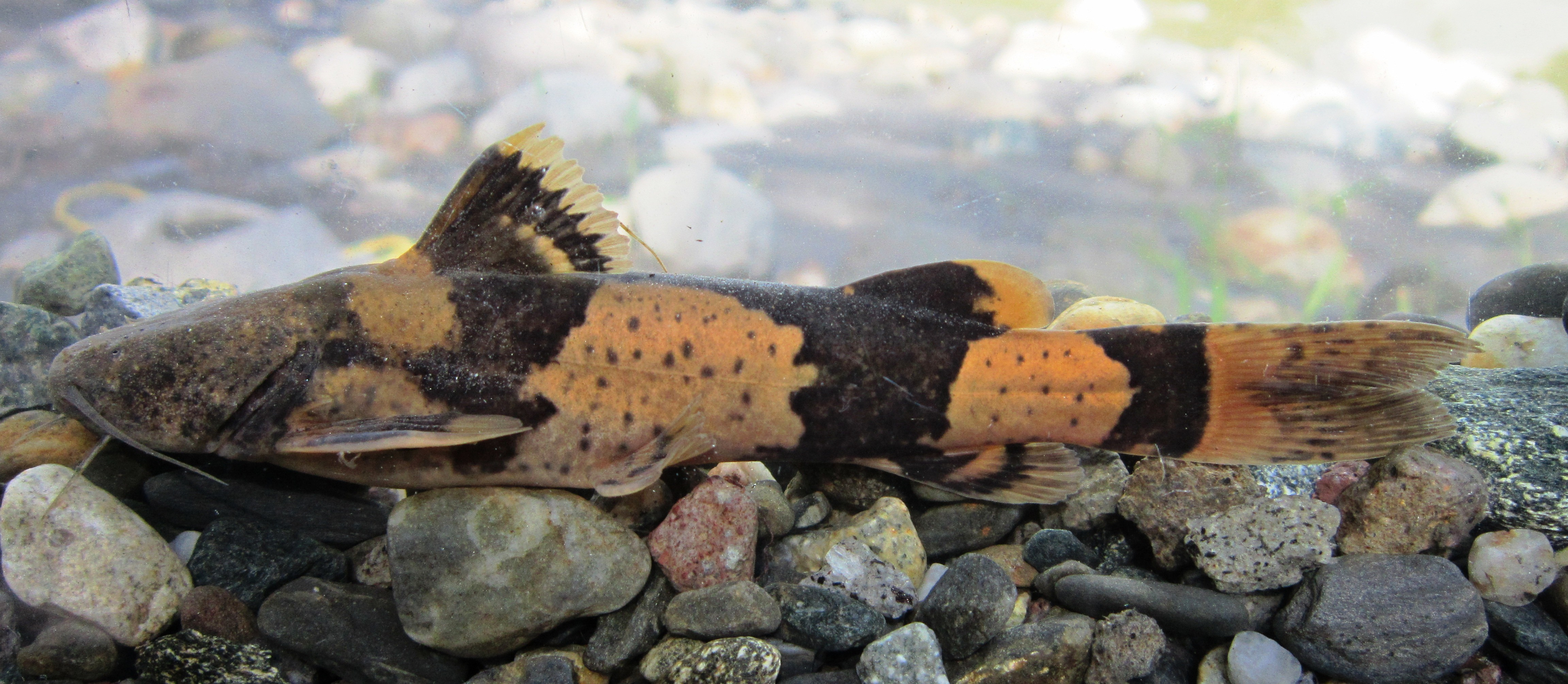
Pseudopimelodus bufonius.

Pimelodoidea está integrada por 3 familias:
- Heptapteridae Gill, 1861[4]
- Pimelodidae Bonaparte, 1838
- Pseudopimelodidae Fernández-Yépez & Antón, 1966.[5]

Fueron también relacionados 2 géneros de relaciones evolutivas poco claras, mayormente considerados incertae sedis: Conorhynchos (más relacionado con Heptapteridae) y Phreatobius (más relacionado al clado de Pimelodidae + Pseudopimelodidae).
La superfamilia Pimelodoidea constituye un clado monofilético, bien corroborado sobre la base de evidencia genética (con genes nucleares y mitocondriales) y morfológica.
El grupo hermano de Pimelodoidea sería un clado hermano que consiste en Aspredinidae + (Doradidae y Auchenipteridae). Se ha postulado que los pimelodoides probablemente se han originado entre 110 y 95 Ma en América del Sur, incluso si esa masa continental no estaba en ese momento geográficamente aislada.
Los tamaños de los integrantes de esta superfamilia van desde los pequeños Microglanis, que llegan hasta solo unos pocos centímetros, hasta la especie que alcanza mayor tamaño, la cumacuma, también denominada lechero o piraíba (Brachyplatystoma filamentosum), de la cual se han constatado ejemplares de 360 cm de largo total, con pesos de 200 kg.
Algunas especies son capturadas para ser destinadas al comercio de peces de acuario. Muchas de sus especies son un importante recurso para la pesca deportiva y comercial, por lo que algunas son, además, criadas masivamente en producciones de piscicultura.

## Distribución
Las especies de esta superfamilia se distribuyen desde la parte sur de México por el norte hasta el centro de la Argentina por el sur.